# Ungdomsskolen i landkommunerne
|  | Denne artikel er oprettet af botten PalnaBot ud fra en ekstern database. Den kan derfor have sproglige fejl eller mangler. Denne skabelon kan fjernes efter kontrol af indholdet. |

Ungdomsskolen i landkommunerne er en film med ukendt instruktør.

## Handling
Møde på Haderslev Statsseminarium om det frivillige arbejde på landets ungdoms- og aftenskoler. Der arbejdes i Amtsungdomsskolenævnet, og der gøres propaganda for at få de ufaglærte 14-18-årige til at melde sig. Sognerådet skal godkende ansøgningen om ungdomsskolens undervisningsplan. Undervisning på Agerskov Kommuneskole: pigerne undervises i madlavning, syning, førstehjælp og traditionelle skolefag, drengene i motorlære, sløjd og idræt. Der arrangeres skoleudflugt og afslutningsfest, hvor produkterne vises frem, og der holdes taler.